# Versailles (Kentucky)
Versailles ist eine Stadt im US-Bundesstaat Kentucky. Sie ist zugleich County Seat des Woodford County. Das U.S. Census Bureau hat bei der Volkszählung 2020 eine Einwohnerzahl von 10.347 ermittelt.

## Geschichte
Versailles wurde am 23. Juni 1792 gegründet. Die Fläche, auf der es entstand, gehörte zur damaligen Zeit Hezekiah Briscoe, einem Kind. Der erste Bürgermeister von Versailles, Marquis Calmes, benannte die Stadt aus Verehrung für General La Fayette nach der französischen Stadt Versailles. Die Stadt wurde während des Sezessionskrieges sowohl von den Truppen der Konföderierten Staaten als auch der der Nordstaaten jeweils kurzzeitig besetzt.

## Wirtschaft und Infrastruktur
In der Bluegrass-Region ist Versailles bekannt für die Pferdezucht. Sowohl Englische Vollblüter als auch American Standardbred werden sehr erfolgreich gezüchtet.
Das Umland der Stadt ist auch heute noch von landwirtschaftlichen Betrieben geprägt.
Mit der Woodford Reserve Distillery ist auch eine Brennerei der Kentucky Bourbon Trail in Versailles ansässig.
In Versailles wurden Teile der Filme Elizabethtown und Dreamer – Ein Traum wird wahr gedreht.

## Persönlichkeiten

### Söhne und Töchter der Stadt
- John J. Crittenden (1786/87–1863), Politiker
- Jack Blackburn (1882–1942), Boxer
- Robert K. Massie (1929–2019), Historiker
- Ben Chandler (* 1959), Sohn von Happy Chandler und US-Kongressabgeordneter
- Kendall Applegate (* 1999), Schauspielerin

### Persönlichkeiten, die vor Ort gewirkt haben
- Martha Layne Collins (* 1936), Gouverneurin von Kentucky, war als Lehrerin in Versailles tätig
- Brereton Jones (1939–2023), Gouverneur von Kentucky, lebte als Pferdezüchter in Versailles
- William Shatner (* 1931), Schauspieler, lebte als Pferdezüchter in Versailles
- Joseph Clay Stiles Blackburn (1838–1918), US-amerikanischer Politiker, eröffnete hier eine Anwaltspraxis